# 박윤옥
박윤옥(朴允玉, 1949년 1월 22일 ~ )은 제19대 국회의원을 역임한 대한민국의 정치인이다. 본관은 반남이며 대전광역시 대덕구 출신이다. 2014년 1월 16일 새누리당에서 출당된 현영희의 국회의원직이 상실된 이후에 1월 17일 중앙선거관리위원회의 결정에 의해 의원직을 승계하였다.

## 학력
- 대전여자중학교 졸업
- 대전여자고등학교 졸업
- 이화여자대학교 교육학과 졸업

## 경력
- 2019.3 : 자유한국당 당대표 특별보좌역
- 새누리당 원내부대표
- 국회보건복지위 저출산대책소위원회 위원장
- 새누리당 저출산대책특별위원회 간사
- 새누리당 공천기구특별위원회 위원
- 2015 : 새누리당 국가 간호·간병제도 특별위원회 위원
- 2015.8 ~ 2016.5 : 제19대 국회 공적연금 강화와 노후빈곤 해소를 위한 특별위원회 위원
- 2014.6 ~ 2016.5 : 제19대 국회 후반기 보건복지위원회 위원
- 2014.6 ~ 2016.5 : 제19대 국회 후반기 여성가족위원회 위원
- 제19대 국회 교육문화체육관광위원회 위원
- 2014.1 ~ 2016.5 : 제19대 국회의원 (비례대표/새누리당)
- 2007 ~ : 한 자녀 더 갖기 운동연합 회장
- 한국혈액암협회 이사
- 국민권익위원회 정책자문위원
- 금천어린이집 원장
- 2023년 4월 대한민국헌정회 이사

## 역대 선거 결과
|  | 34.5% |

|  | 39.0% |

|  | 42.8% |